# Trichrous jaegeri
Trichrous jaegeri là một loài bọ cánh cứng trong họ Cerambycidae.